# Микели, Марк
Марк Микели (итал. Marc Micheli, 1844—1902) — швейцарский ботаник.

## Биография
Марк Микели родился в италоязычном кантоне Тичино в 1844 году.
Его наиболее примечательная деятельность проходила в Парагвае. В 1883—1897 годах Микели опубликовал серию Contribuciones a la Flora del Paraguay.
Марк Микели умер в 1902 году.

## Научная деятельность
Марк Микели специализировался на семенных растениях.

## Некоторые публикации
- Sachs, J. Physiologie Végétale. Recherches sur les conditions d´existence des plantes et sur le jeu de leurs organes. Trad. Marc Micheli. Ginebra 1868. VIII—543 pp. Ilustr. con dibujos y estados en el texto. Traducción del alemán al francés.
- Contribuciones a la Flora del Paraguay. 1883—1897[2].
- 1896. Le Jardin du Crest, notes sur es végétaux cultivés en plein air au château du Crest près Genève. Ed. Impr. de Rey. 229 pp.

## Роды растений, названные в честь М. Микели
- Michelia T.Durand, 1888 [syn.  Sagittaria Ruppius ex L.]
- Micheliella Briq., 1897 [syn.  Collinsonia L.][4]